# STS-125
STS-125 (englisch Space Transportation System) war die Missionsbezeichnung für einen Flug des US-amerikanischen Space Shuttles Atlantis (OV-104) der NASA. Es war die 126. Space-Shuttle-Mission und der 30. Flug der Raumfähre Atlantis. Der Start erfolgte am 11. Mai 2009 um 18:01:56 UTC.
STS-125 war der fünfte Wartungsflug zum Hubble-Weltraumteleskop. Er war der einzige Flug des Space Shuttles seit dem Columbia-Unglück, der nicht zur Internationalen Raumstation (ISS) führte.
Während der Wartungsmission SM4 (Service Mission 4) wurden im Rahmen von fünf Weltraumausstiegen alle drei Rate Sensor Units mit je zwei Gyroskopen (Einrichtungen zur Lageregelung des Teleskops) sowie die zwei Akkus ausgewechselt. Außerdem wurde ein neuer Sensor zur genauen Ausrichtung des Teleskops auf Himmelsobjekte installiert. An verbesserten Forschungsgeräten wurden eine neue Kamera und ein neues Spektrometer eingebaut. Durch den Erfolg dieses Reparaturfluges galt der Betrieb des Hubble-Teleskops bis mindestens ins Jahr 2014 als gesichert.

## Mannschaft
- Scott Altman (4. Raumflug), Kommandant
- Gregory C. Johnson (1. Raumflug), Pilot
- John Grunsfeld (5. Raumflug), Missionsspezialist
- Michael Massimino (2. Raumflug), Missionsspezialist
- Andrew Feustel (1. Raumflug), Missionsspezialist
- Michael Good (1. Raumflug), Missionsspezialist
- Megan McArthur (1. Raumflug), Missionsspezialistin

Altman, Grunsfeld und Massimo waren bereits an der vierten Wartungsmission für das Hubble-Teleskop (STS-109) beteiligt gewesen, Grunsfeld zudem an der dritten (STS-103).

## Nutzlasten
Diverse Module befanden sich in der Nutzlastbucht der Atlantis, um im Hubble installiert zu werden. Hierbei handelte es sich um:
- Zwei Akku-Batteriemodule, in denen die durch die Solarzellen erzeugte elektrische Energie gespeichert wird, die zum Betrieb des Teleskops nötig ist. Sie ersetzten die nach 19 Jahren Einsatz verschlissenen und veralteten Originalbatterien.
- Den Cosmic Origins Spectrograph (COS), ein Spektrograph, der einfallendes Licht nach Wellenlänge aufteilt und so quantitative Daten über das beobachtete Objekt ermittelt. Das Gerät arbeitet im Bereich des ultravioletten Lichts und ergänzt damit die Kompetenzen des Space Telescope Imaging Spectrograph (STIS), der während dieser Mission repariert werden sollte. Der COS wurde an Stelle der Corrective Optics Space Telescope Axial Replacement Unit (COSTAR) montiert, die seit der ersten Wartungsmission den Fehler des Hauptspiegels für die axialen Geräte Hubbles korrigierte. Da alle später hinzugefügten Module seither mit einer eingebauten Korrektur konstruiert wurden, wurde COSTAR nicht mehr benötigt und zur Erde zurückgebracht.

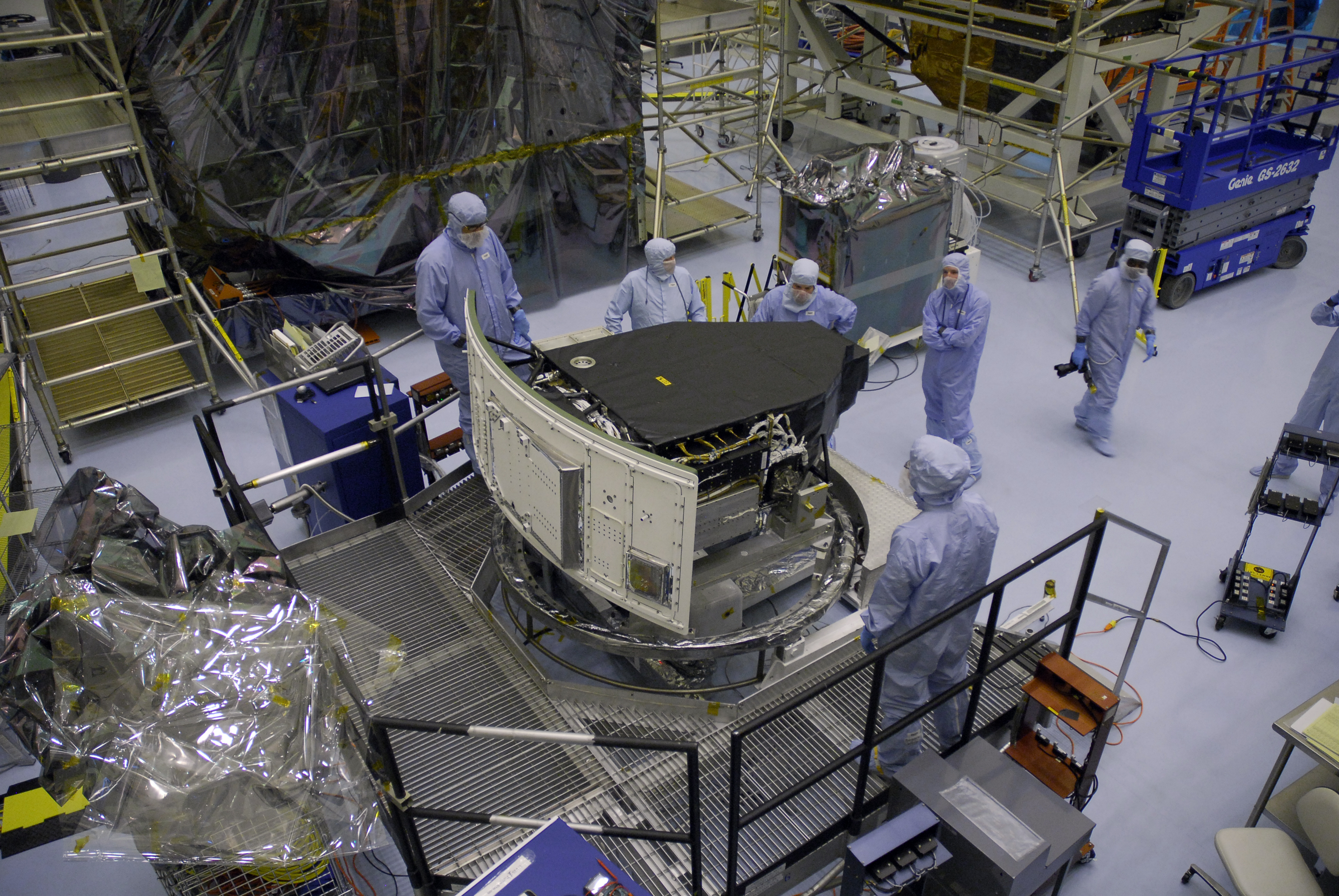
Wide Field Camera 3

- Ein Fine Guidance Sensor (FGS), der zusammen mit den zwei an Bord befindlichen Lagesensoren zur Ausrichtung des Teleskops und zur Positionsbestimmung von Sternen verwendet wird.
- Mehrere New Outer Blanket Layers (NOBL), Isoliermatten, die die Temperatur des Teleskops stabilisieren sollen. Sie wurden an Stellen des Teleskops angebracht, an denen sich die äußerste Isolierschicht bereits teilweise abgelöst hatte.
- Drei Rate Sensor Units (RSU), die jeweils zwei Gyroskope enthalten und für die präzise Ausrichtung des Teleskops sorgen. Da die Hälfte der Gyroskope Hubbles nicht mehr funktionsfähig war, wurden alle drei RSUs ersetzt.
- Eine Science Instrument Command and Data Handling Unit (SIC&DH), die für die Kodierung bzw. Dekodierung der Daten für den Transfer oder zur Ausführung verantwortlich ist. Es ersetzte ein baugleiches Modell, das seit Oktober 2008 einen Defekt aufwies.
- Einen Soft Capture Mechanism (SCM), ein Kopplungsmechanismus, an dem später ein unbemanntes Raumfahrzeug anlegen kann, um Hubble zum Absturz und damit zum Verglühen zu bringen.
- Die Wide Field Camera 3 (WFC-3), eine Kamera, die im infrarotnahen, sichtbaren und verstärkt im ultravioletten Lichtspektrum Aufnahmen macht. Sie sollte die Kompetenzen der zu reparierenden Advanced Camera for Surveys (ACS) ergänzen und die Wide Field Planetary Camera 2 (WFPC-2) ersetzen, die seit der ersten Wartungsmission aktiv war. Das neue Modell hat eine höhere Auflösung und deckt einen größeren Beobachtungswinkel ab als sein Vorgänger.

Zudem war der für Wartungsmissionen übliche Container mit Ersatzteilen in der Nutzlastbucht montiert. Weiterhin war in der Ladebucht eine IMAX-3D-Kamera angebracht, die Aufnahmen von der Wartungsmission und von der Erde für eine spätere Dokumentation unter dem Namen „Hubble 3D“ erstellte.

## Besonderheiten
STS-125 ist aufgrund mehrerer spezieller Faktoren einzigartig in der Geschichte des Shuttleprogramms. Sie unterscheidet sich unabhängig von der Nutzlast in mehreren Punkten sowohl von den jüngsten Missionen zur Internationalen Raumstation als auch von früheren Missionen in der Umlaufbahn des Teleskops.

### STS-400
Nach der Columbia-Katastrophe wurden Pläne für die Rettung einer Besatzung entwickelt, deren Shuttle nicht länger zum Wiedereintritt fähig war. Es wurde ein als Contingency Shuttle Crew Support (CSCS) bezeichnetes Profil mit der allgemeinen Missionsbezeichnung STS-3xx entwickelt, bei dem die Crew auf die Internationale Raumstation evakuiert wird und dort auf ein Rettungsshuttle wartet. Dieses Profil setzt jedoch voraus, dass die Umlaufbahn der Internationalen Raumstation, die eine Bahnneigung von 51,6° hat, das Flugziel der zu rettenden Mission ist. Diese Voraussetzung ist für eine Hubble-Wartungsmission mit einer Bahnneigung von 28,5° nicht gegeben und lässt sich auch nicht nachträglich durch Bahnmanöver erreichen. Entsprechend ließ die NASA weitere Hubble-Flüge vorerst fallen. Nachdem jedoch Wissenschaftler Druck auf die NASA ausübten, Hubble erneut anzusteuern, begann man nach einer ISS-unabhängigen Alternative zu suchen. Man entwickelte einen auf mehreren Weltraumausstiegen in ein rasch gestartetes Rettungsshuttle basierenden Plan, der als STS-400 den Missionsregeln für STS-125 beigefügt wurde. STS-125 ist somit die einzige Mission, für die ein spezieller Rettungsplan erarbeitet wurde. Die Rolle des Rettungsshuttles hätte die Endeavour übernommen.

### TAL-Abbruchmöglichkeiten
STS-125 war die erste Shuttle-Mission überhaupt, die mit nur einem einzigen Notlandeplatz auf der Ostseite des Atlantiks im Fall eines TAL-Startabbruchs auskommen musste. Bei diesem handelte es sich um den in Spanien gelegenen Militärflugplatz Morón, der auch bei früheren Hubble-Missionen zum Einsatz kam. Entsprechend nahm Morón in den Startregeln eine wichtige Rolle ein, da ein Shuttle allgemein nur dann starten durfte, wenn wenigstens ein TAL-Landeplatz gutes Wetter für eine Notlandung hatte.
Während früherer Hubble-Missionen wurden der Banjul International Airport in Gambia und die Ben Guerir Air Base in Marokko als weitere TAL-Notlandeplätze verwendet, die jedoch als solche deaktiviert waren. Dennoch wurde der Abbruchzeitpunkt für Banjul während des Startes durchgegeben.

## Vorbereitungen

### Schäden an der Startanlage
Während des Starts der STS-124 Mission hatte die Startrampe starke Schäden davongetragen. So wurden, wie bei mehreren anderen Starts, Betonplatten, die die Startanlage bedecken, herausgedrückt. Ungewöhnlich war jedoch, dass mehrere Schamottsteine in einem Feuerschacht der Startanlage beim Start zerstört wurden und als Trümmerregen einen Trennzaun zerstörten. Während der Vorbereitungsphase auf STS-125 wurden Tests durchgeführt, die helfen sollten, herauszufinden, was genau den Zwischenfall ausgelöst hatte. Zudem wurden die notwendigen Reparaturen vorgenommen. Dazu wurden die Reste der Schamottsteine von der Wand entfernt und durch neue ersetzt. Das Auftragen eines Hitzeschutzmittels wurde am 1. August 2008 beendet, die Startanlage wurde fünf Tage später wieder freigegeben.

### Vorbereitungen des Orbiters
Nach dem Ende ihrer letzten Mission, STS-122, wurde die Atlantis zur Orbiter Processing Facility (OPF) gerollt, wo die Nachuntersuchung stattfand. Gleichzeitig wurde auch der Kopplungsadapter entfernt, da er auf dieser Mission nicht benötigt wurde.
Am 15. Juli wurde der externe Tank angeliefert, der nach einer Untersuchung am 3. August zwischen die Solid Rocket Booster montiert wurde. Wenige Tage nach der Anlieferung wurden drei der vier Frachtcontainer angeliefert. In ihnen lagerten die neuen Komponenten, die während der Mission eingebaut werden sollen. Der letzte Container erreichte das Kennedy Space Center Anfang August.

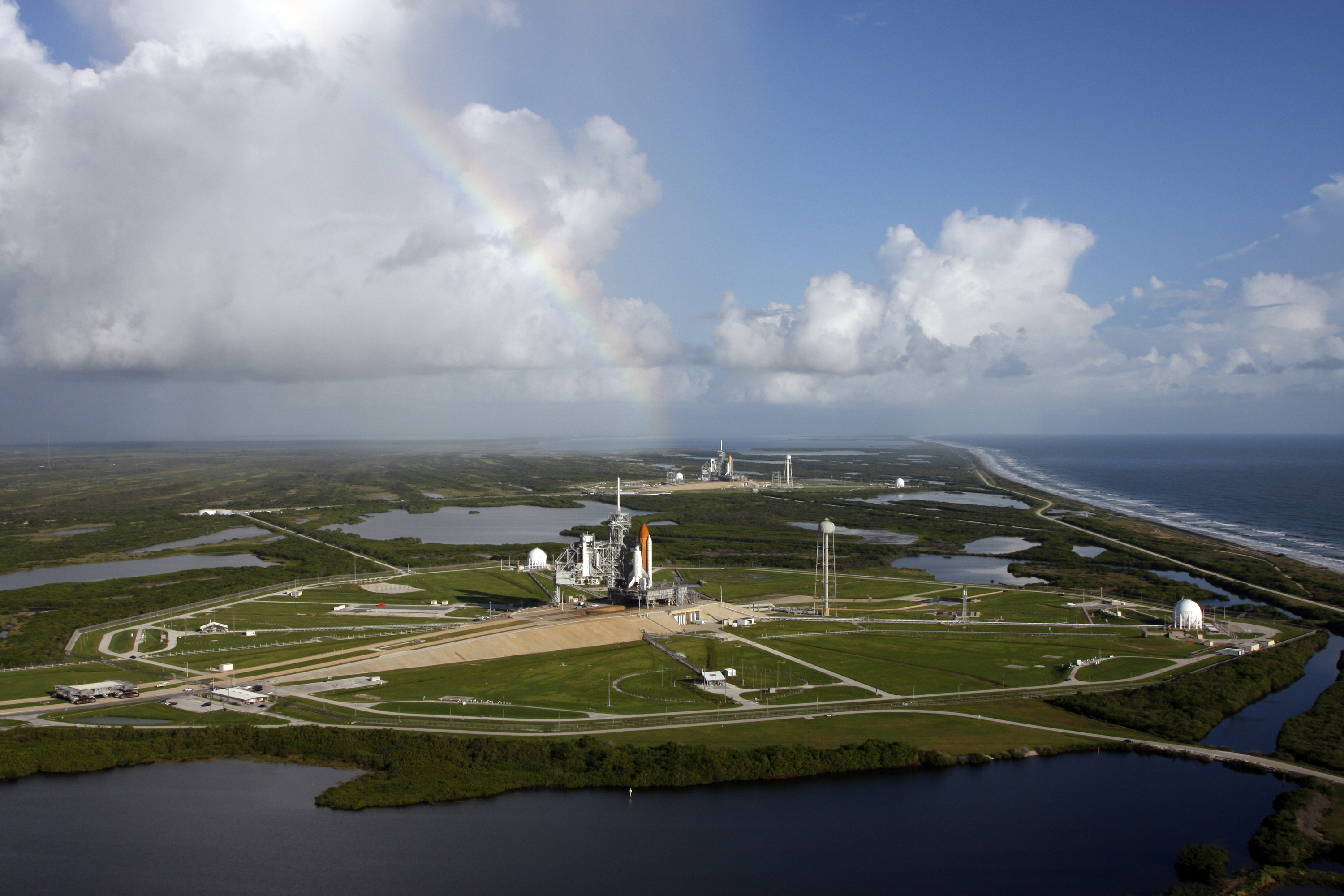
Atlantis (vorne) und Endeavour auf den Startanlagen.

Bedingt durch den tropischen Sturm Fay wurde der Transfer der Atlantis zum Vehicle Assembly Building (VAB) um mehrere Tage verzögert und fand schließlich am 23. August (UTC) statt. Dort wurde sie am externen Tank befestigt und nach Verzögerungen durch einen kleinen Defekt an einem Verbindungspunkt des Tanks sowie dem Stufe-1-Hurrikan Hanna am 4. September zur Startrampe 39-A gerollt. Wegen diverser Probleme mit der Nutzlast, bei der unter anderem eine Verseuchung durch Bakterien festgestellt wurde, die beseitigt werden musste, wurde der Nutzlastcontainer mit den Frachtgütern erst am 21. September zur Startanlage gefahren und in die Rotating Service Structure gezogen. Sein Inhalt wurde am 26. September in der Nutzlastbucht montiert.
Am 21. September kam die Mannschaft am Kennedy Space Center zum Terminal Countdown Demonstration Test (TCDT) an, um sich dort mit dem Vor-Ort-Training der Rettungsmittel zu befassen und die Hardware für den Flug zu inspizieren. Nach einer Startsimulation flog die Besatzung für weitere Trainingseinheiten am 22. September zurück zum Johnson Space Center.

### Planänderungen
Am 29. September 2008 gab die NASA bekannt, dass an Bord des Hubble-Weltraumteleskops der primäre Science Instrument Command and Data Handler (SIC&DH) ausgefallen war, eine Hardwarekomponente, die für das Zwischenspeichern und das Senden der wissenschaftlichen Daten zur Erde verantwortlich ist. Da der Fehler dieser Einheit nicht behoben werden konnte, versuchten NASA-Wissenschaftler erfolgreich, das Reservesystem (backup system) hochzufahren, das seit den Testphasen in den späten 1980ern nicht mehr verwendet worden war, weshalb ungewiss war, ob diese Komponente überhaupt noch korrekt arbeiten würde. Infolge dieses Ausfalls wurde der Einbau eines Ersatzmoduls in den Flugplan aufgenommen. Da ein solches Modul jedoch nicht vor April 2009 verfügbar war und die Besatzung Vorbereitungszeit brauchte, wurde STS-125 verschoben und der Start von STS-126 vorgezogen. So wurde die Atlantis ab dem 13. Oktober entladen und am 20. Oktober von der Startanlage 39A ins VAB zurückgerollt, um Platz für die Endeavour zu machen, die von der Startanlage 39B, wo sie als Rettungsshuttle für die Atlantis bereitstand, am 25. Oktober dorthin gerollt wurde. Die Aufgabe des Rettungsshuttles sollte fortan die Discovery übernehmen.
Um die Planungen sowohl für das Shuttleprogramm als auch für das Constellation-Programm aufrechtzuerhalten, wurde die Atlantis am 11. November 2008 von ihrem externen Tank demontiert und in die Orbiter Processing Facility zurückgebracht, um dort einer Generalwartung (Orbiter Major Down Period) unterzogen zu werden. Der externe Tank und seine Booster wurden von der Discovery während der STS-119-Mission verwendet.

### Der zweite Aufbau
Anfang Januar 2009 wurde mit der Montage der SRBs für den zweiten Aufbau begonnen. Einen Monat später wurde auch der externe Tank installiert. Die Atlantis verließ am 23. März ihre OPF erneut Richtung VAB und wurde am Folgetag am externen Tank montiert. Bei dieser Operation fiel ein Stück Hardware hinunter und beschädigte den Hitzeschild. Der Schaden wurde anschließend begutachtet, und es wurde entschieden, den Schaden im VAB zu beheben. Die Atlantis kehrte am 31. März zur Startanlage 39A zurück.
Das mittlerweile als einsatzfähig befundene Ersatzteil für den SIC&DH wurde am 29. März zum KSC überführt. Die Besatzung flog am 1. April zum Kennedy Space Center, um sich mit den Ausrüstungen erneut vertraut zu machen. Am 18. April wurde die Nutzlast zur Startanlage befördert und in den folgenden Tagen in der Nutzlastbucht montiert. Während dieser Arbeiten wurde einer der Radiatoren in der Nutzlastbucht beschädigt, dieser Schaden konnte jedoch vor Ort behoben werden. Da es keine weiteren Probleme gab, wurde während des am 30. April durchgeführten Flight Readiness Reviews der 11. Mai, 18:01 UTC als erster Starttermin genannt.

## Missionsverlauf

### Start, Rendezvous und Einfangen

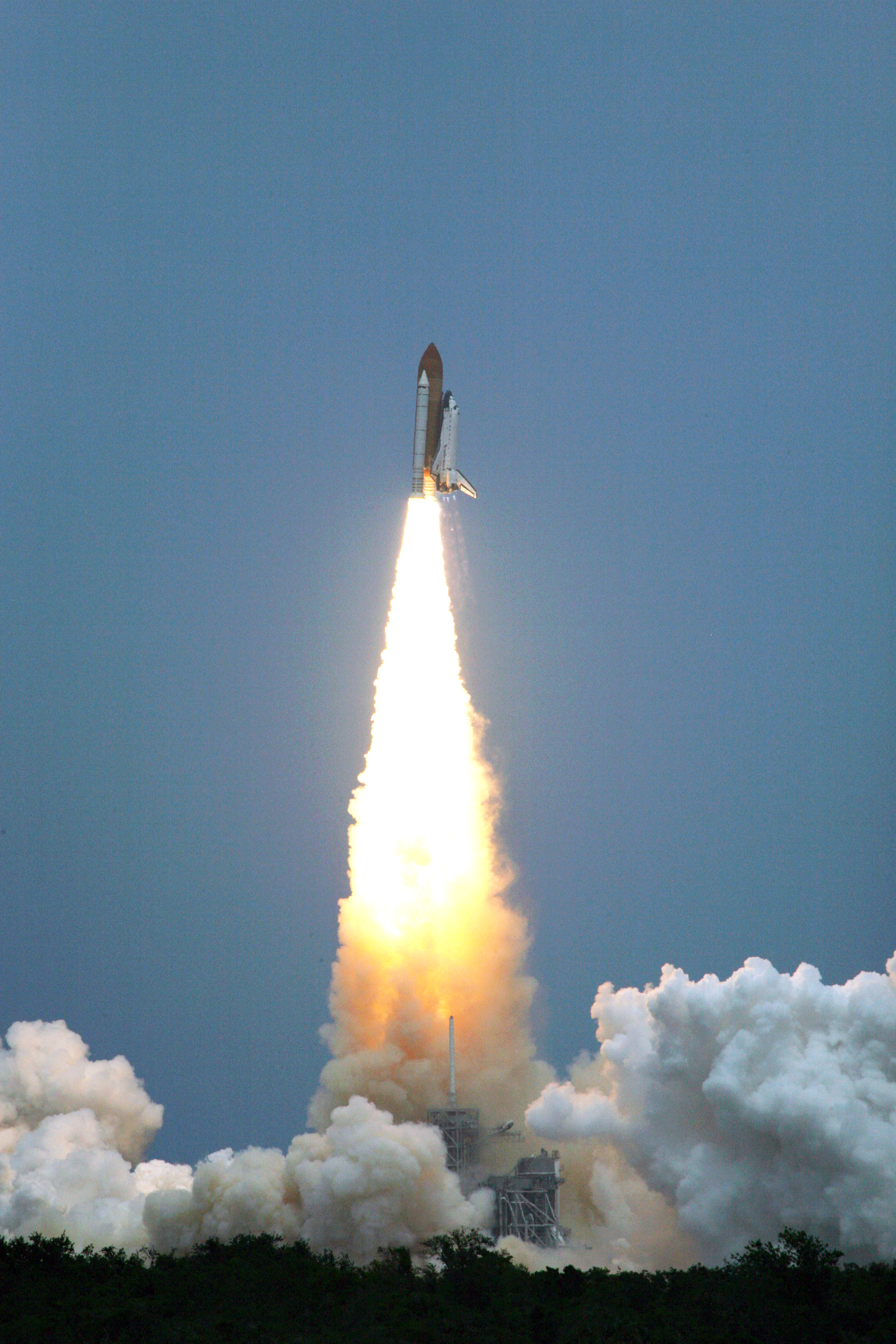
Die Atlantis startet Richtung Hubble.

Die folgenden Tage dienten den letzten Aktivitäten zur Startvorbereitung, die nicht in den Bereich des Countdowns fallen. Dazu gehörte unter anderem das Aufladen der neuen Batteriemodule Hubbles sowie weitere letzte Arbeiten in der Nutzlastbucht. Schließlich versammelte sich das Startteam um 19:30 UTC im Kontrollzentrum, sodass der Countdown eine halbe Stunde später beginnen konnte. Um 21:00 UTC traf die Mannschaft auf der Shuttle Landing Facility ein und begab sich in die Crewquartiere des Operations and Checkout Buildings. Noch am selben Tag wurden die Tore der Nutzlastbucht geschlossen. Über die nächsten beiden Tage wurde die Raumfähre weiter beladen und betankt. Nach einem, abgesehen von einer kleineren Eisbildung am Außentank, problemlosen Countdown hob die Atlantis um 18:01:56 UTC ab. Die Solid Rocket Booster brannten nach zwei Minuten Flug planmäßig aus und wurden abgetrennt. Die Haupttriebwerke wurden nach achteinhalb Minuten Einsatz deaktiviert und der Außentank kurz darauf abgeworfen.
Während des Aufstiegs zeigte ein Sensor an einem der Triebwerke falsche Werte an. Das Kontrollzentrum in Houston wies die Besatzung an, diese zu ignorieren, da sie die Triebwerkseffektivität nicht beeinträchtigten. Im Fall eines Kommunikationsverlustes während der Startphase hätte die Crew diese Werte als Indikator für einen Abbruch verwenden können. An dem Flammableitkanal der Startanlage wurde eine gut 2 Quadratmeter große Fläche und einige Gasleitungen für Stickstoff bzw. Druckluft beschädigt. Der Terminplan für Endeavour war durch die nötigen Reparaturarbeiten nicht gefährdet.
40 Minuten nach dem Start wurde die erste Triebwerkszündung, der OMS-2-Burn durchgeführt, der den Orbit der Raumfähre erhöhte und stabilisierte. Eine Stunde später wurden die Ladebuchttüren geöffnet. Einige Zeit danach wurden der Roboterarm des Shuttles sowie einige Komponenten in der Nutzlastbucht der Atlantis aktiviert. Nach einem kurzen Bewegungstest wurde mit den Kameras am Roboterarm der Zustand der Nutzlastbucht, der Crewkabine und der Vorderflügelkanten erstmals begutachtet. Die dabei gewonnenen Bilder ersetzten die Aufnahmen des bei ISS-Flügen üblicherweise durchgeführten Rendezvous Pitch Maneuvers.

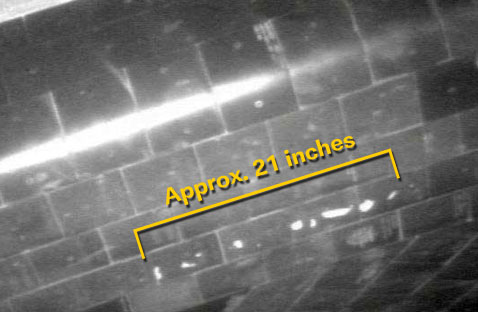
Der Schaden am Flügelansatz der Atlantis.

Am zweiten Flugtag (12. Mai) wurde, wie seit STS-114 üblich, der Hitzeschild mit dem Orbiter Boom Sensor System (OBSS) untersucht. Diese Untersuchung wurde für diesen Flug jedoch ausgeweitet und fokussierte sich nicht nur auf die Vorderflügelkanten und die Nase der Raumfähre, sondern auch auf den unteren Hitzeschild und die Triebwerkssektion. Dies geschah ebenfalls, um das Fehlen des Rendezvous Pitch Maneuver zu kompensieren. Bei der Untersuchung wurden in einem 50 cm langen Bereich am Flügelansatz leichte Oberflächenschäden gefunden, die vermutlich durch ein 106 Sekunden nach dem Start im Startvideo erkennbares herabfallendes Teil entstanden sind.
Im Innern der Raumfähre wurden derweil Vorbereitungen für die Außenbordeinsätze getroffen. So wurden die Raumanzüge ausgepackt und für ihre ersten Einsätze vorbereitet, indem die Batterien aufgeladen und die Sauerstoffflaschen des Lebenserhaltungssystems befüllt wurden. Weiterhin wurde der Luftdruck im Innern des Shuttles von Normaldruck (1013 hPa) auf 703 hPa reduziert, sodass sich die Menge der im Körpergewebe der Raumfahrer gelösten Inertgase (hauptsächlich Stickstoff) entsprechend verringerte. Dies beugte der Dekompressionskrankheit während der Außenbordeinsätze vor und erlaubte, auf ein langes Voratmen von Sauerstoff zu verzichten. Weiterhin klappte man die Arbeitsbühne, auf der Hubble montiert werden sollte, von der Start- in die Arbeitsposition.
Insgesamt drei Mal wurden die OMS-Triebwerke für NC-Zündungen aktiviert. Diese Triebwerkszündungen änderten den Orbit der Atlantis und brachten sie auf einen Abfangkurs mit Hubble. Hubble selbst schloss die Schutzklappe des Hauptspiegels in Vorbereitung auf die Ankunft der Atlantis. Über die Nacht vom zweiten zum dritten Flugtag wurden auch die Übertragungsantennen des Teleskops eingeklappt.

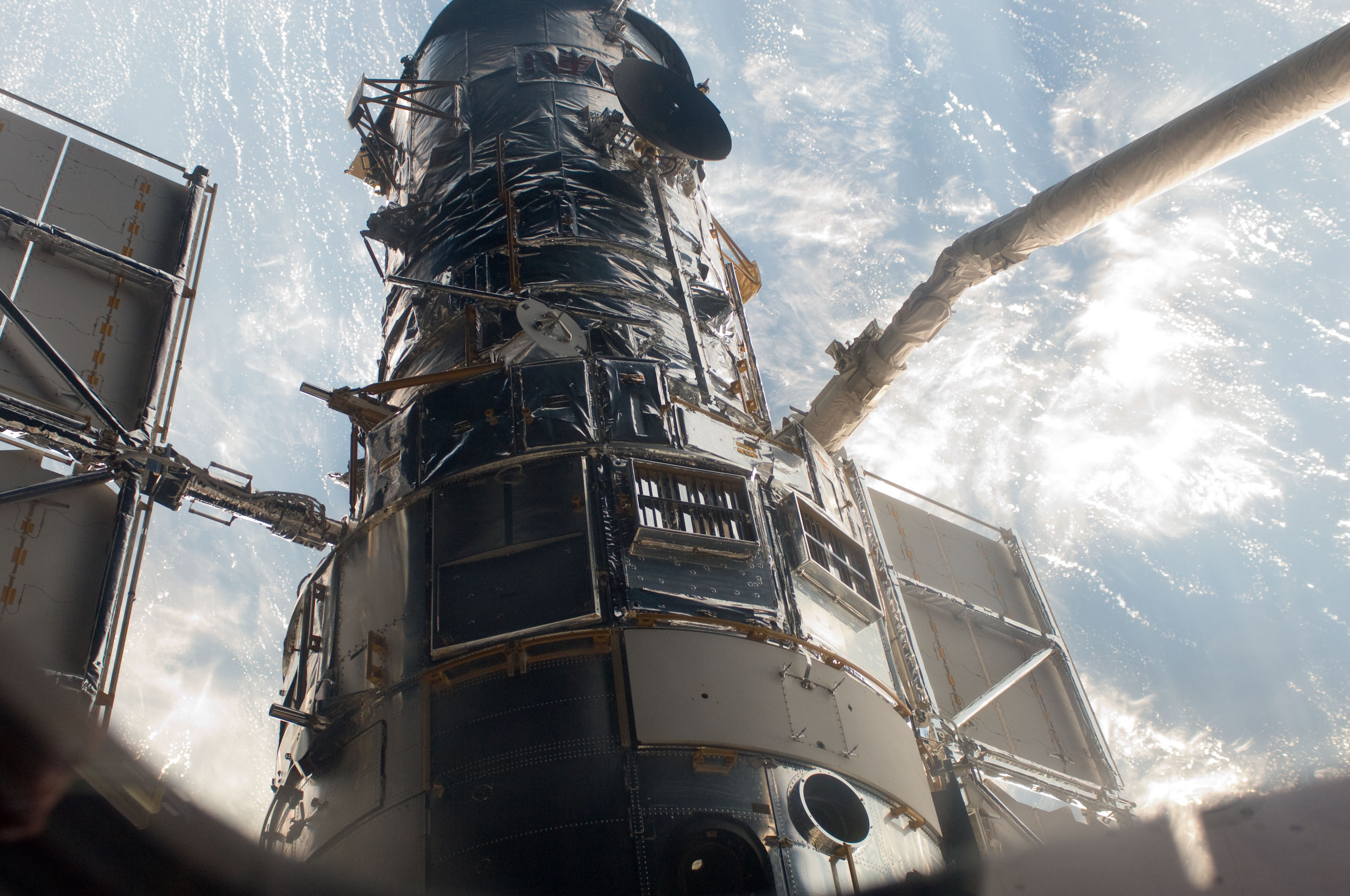
Der Roboterarm zieht Hubble in die Nutzlastbucht.

Am dritten Flugtag (13. Mai) fand das Rendezvous statt. Bereits früh im Flugtag fanden zwei Triebwerkszündungen statt, eine weitere NC-Zündung und die im Vergleich dazu starke NH-Zündung, welche die Atlantis in 15,24 km Abstand zu Hubble brachte. Dort fand die letzte größere Triebwerkszündung, der TI-Burn statt, der die erste Phase des Rendezvous einleitete. Nach zwei kleineren Kurskorrekturen erreichte die Raumfähre eine Position einige hundert Meter unterhalb Hubbles. Scott Altman übernahm von dem Zeitpunkt an die manuelle Kontrolle über die Atlantis und flog diese nah an das Teleskop heran. Er flog anschließend ein Nickmanöver, sodass Megan McArthur das Teleskop mit dem Roboterarm ergreifen konnte. Sie bewegte den Arm anschließend so, dass Hubble auf der Arbeitsbühne befestigt und an die Stromversorgung des Shuttles angeschlossen werden konnte. Den Rest des Tages verbrachte die Crew mit der fotografischen Dokumentation von Hubbles Äußerem und Vorbereitungen auf den ersten Ausstieg, bei dem die WFPC-2 und die SIC&DH ausgetauscht werden sollten.

### Arbeiten an Hubble

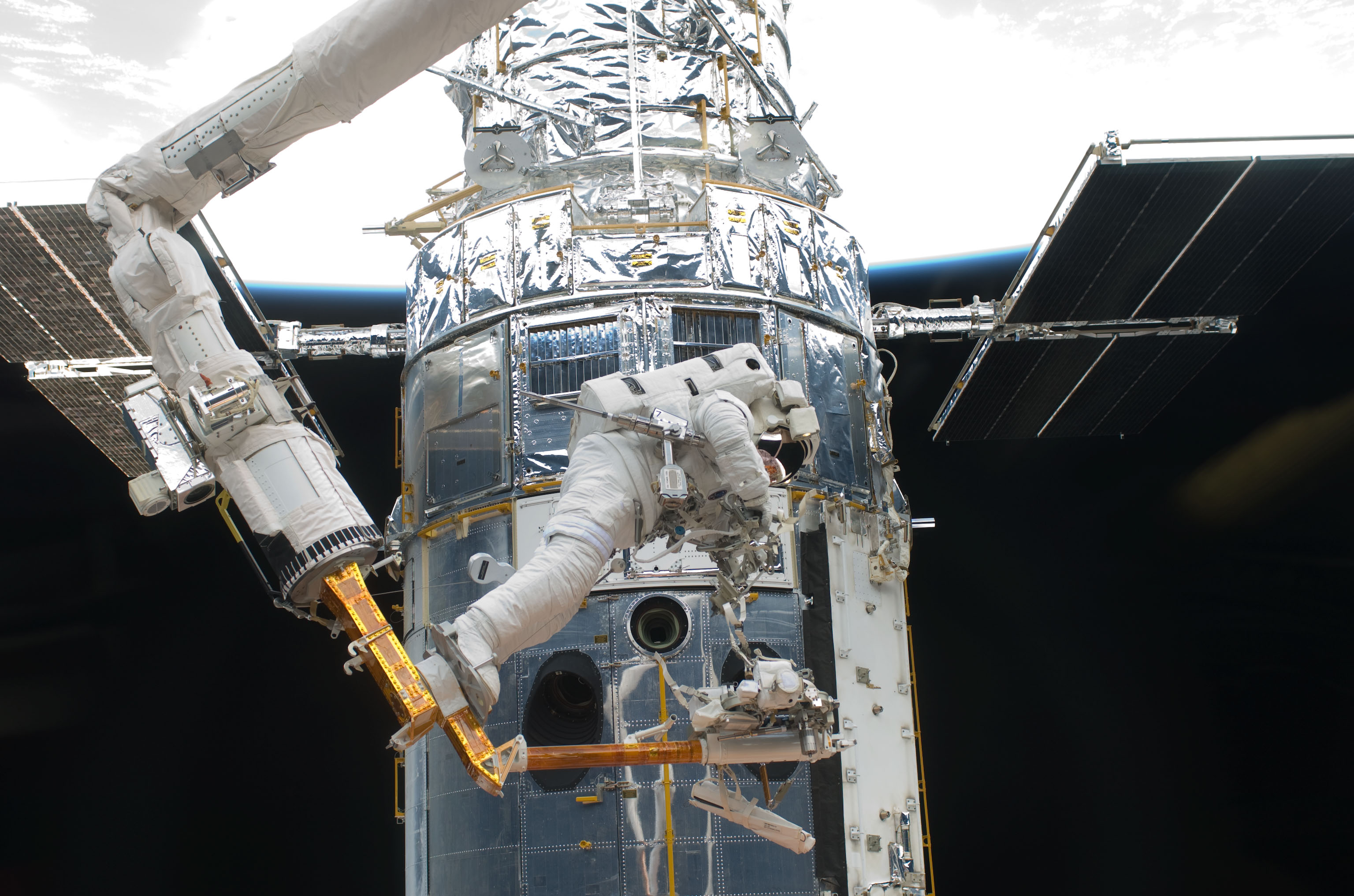
Andrew Feustel am Ende des Roboterarms.

Flugtag vier (14. Mai) begann mit den abschließenden Vorbereitungen für den Ausstieg. John Grunsfeld und Andrew Feustel legten ihre Raumanzüge an und begaben sich in die Luftschleuse. Dort atmeten sie zur weiteren Reduzierung der Inertgase rund 45 Minuten Sauerstoff ein, bevor die Dekompression der Luftschleuse eingeleitet wurde. Sie begannen den Ausstieg mit dem Umschalten der Anzüge auf interne Energieversorgung um 12:52 UTC. Sie führten zunächst einige vorbereitende Aufgaben aus. Dazu gehörte unter anderem, eine kleine Fußhalterung am Ende des Roboterarms anzubringen, damit Feustel diese besteigen konnte. Megan McArthur konnte so den Roboterarm verwenden, um Feustel Zugriff auf die Arbeitsstellen zu gewähren. Während Feustel zur Position der WFPC-2 bewegt wurde, arbeitete Grunsfeld in der Nutzlastbucht und öffnete die Verschlüsse des Kamerabehälters. Weiterhin montierte er eine Halterung, in der ausgebaute Geräte vorübergehend gelagert werden konnten.
Andrew Feustel begann mit den Arbeiten an WFPC-2, indem er einen Griff daran montierte. Während des Entfernens traten jedoch einige Probleme mit einer Schraube auf, die das sofortige Ausbauen des Gerätes verhinderten. Nachdem dieses Problem gelöst war, zog Feustel die Kamera aus dem Teleskop und brachte sie an der vorübergehenden Halterung an. Anschließend manövrierte ihn der Roboterarm so, dass er die WFC-3 aus ihrem Behälter entnehmen und in Hubble einstecken konnte. Während WFPC-2 in den Behälter ihres Nachfolgers geschoben wurde, bestand WFC-3 einen Initialtest, bei dem lediglich geprüft wird, ob das Gerät aktiv war. Den Funktionstest, bei dem die von der Kamera gesendeten Basisdaten ausgewertet wurden, bestand sie einige Stunden später.
Die nächste Aufgabe bestand darin, die SIC&DH-Einheit auszutauschen. Feustel wurde dafür zu der Tür gebracht, an der die fehlerhafte Einheit montiert war. Während er den Schließbolzen löste und die Einheit demontierte, löste Grunsfeld die neue SIC&DH aus ihrer Startposition und brachte sie zu Feustel. Bei ihm tauschten sie die Einheiten aus und installierten die jeweils erhaltenen Geräte an dieselben Positionen, an denen sie die anderen zuvor entnommen hatten. Auch die neue SIC&DH schloss ihren Initialtest sowie den darauffolgenden Funktionstest erfolgreich ab.
Da Grunsfeld mit dieser Aufgabe schnell fertig war, montierte er den Soft Capture Mechanism an Hubble. Da noch einige Zeit vorhanden war, holte er einige „Lock-over-center-kits“ (Lock), die als Vorbereitung für den dritten Ausstieg an einer von Hubbles Türen montiert wurden. Sie erlaubten ein schnelleres Öffnen der Tür. Während der Montage, die erneut durch Feustel durchgeführt wurde, kam es zu Schwierigkeiten mit einem Bolzen, weshalb von den drei geplanten Locks lediglich zwei installiert wurden. Die Montage des dritten Locks wurde zwar begonnen, jedoch später abgebrochen und dafür ein anderer, dem Lock ähnlicher Mechanismus, installiert. Nach diesen Arbeiten begab sich das Duo wieder in die Luftschleuse und schloss den Ausstieg um 16:12 UTC nach sieben Stunden und 20 Minuten ab. Der restliche Tag diente den Vorbereitungen auf den nächsten Ausstieg, dessen Ziel der Austausch der RSUs und der ersten Batterie waren.

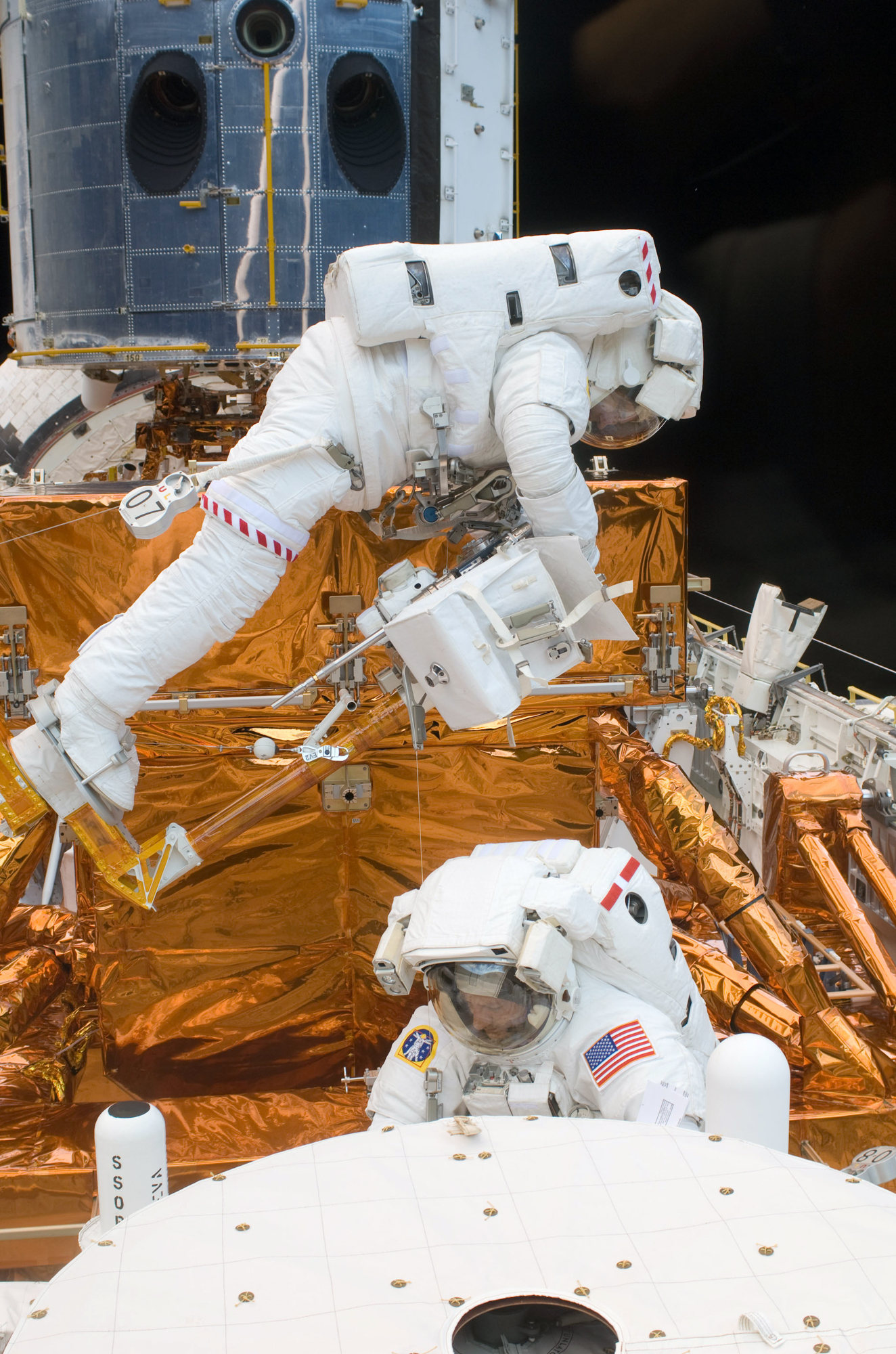
Massimino (links) und Good zu Beginn des zweiten Ausstiegs.

Die erste Aktion am fünften Flugtag (15. Mai) betraf die Inspektion einer relativ kleinen Fläche des unteren Hitzeschildes. Diese Stelle wurde während der Flugtag-zwei-Inspektion nicht erfasst und nur der Vollständigkeit halber nachgeholt, wobei lediglich die Kameras am Roboterarm verwendet wurden. Während dieser 45-minütigen Aktion bereiteten sich Michael Massimino und Michael Good auf ihren Ausstieg vor. Sie schalteten ihre Raumanzüge um 12:49 UTC auf intern und verließen die Luftschleuse. Während Good sich am Roboterarm befestigte, öffnete Massimino den Behälter, der die RSUs beinhaltete. Weiterhin montierte er ein Werkzeug für den Ausstieg. Massimino begab sich dann zur Arbeitsstelle an Hubble, öffnete sie und bereitete sie auf die Arbeiten vor. Derweil entnahm Good die erste Einheit aus dem Behälter und ließ sich zum Teleskop befördern. Dort löste er die alte Einheit und baute die neue problemlos ein. Er flog zurück, verstaute die alte Einheit und entnahm eine weitere. Diese Einheit sollte sich jedoch als fehlerhaft herausstellen und war somit in Hubble unbrauchbar, weshalb sie wieder verstaut und durch eine Reserveeinheit ersetzt wurde. Die letzte Einheit ließ sich wieder problemlos installieren. Alle drei neuen RSUs bestanden den Initial- und später den Funktionstest.
Trotz der fortgeschrittenen Zeit entschied man sich dafür, auch den Austausch des ersten Batteriemoduls durchzuführen. So wurde Good zur neuen Arbeitsposition manövriert, wo er die Tür öffnete und das Batteriemodul vom Türinneren löste. Nachdem er die elektronischen Verbindungen getrennt hatte, flog er zu Massimino und tauschte das alte Modul gegen das neue aus. Er montierte anschließend die Batterie und schloss sie an. Sie bestand ebenfalls beide Tests. Nach einer kleineren Zusatzaufgabe in Vorbereitung auf den nächsten Ausstieg begaben sich „die Mikes“ zurück in die Luftschleuse, die um 20:45 UTC wieder unter Druck gesetzt wurde. Mit sieben Stunden und 56 Minuten erreichten sie den achten Platz auf der Liste der längsten Außenbordeinsätze. Die Vorbereitungen auf den nächsten Ausstieg, bei dem COS montiert und ACS repariert werden sollten, beendeten den Tag der Astronauten.

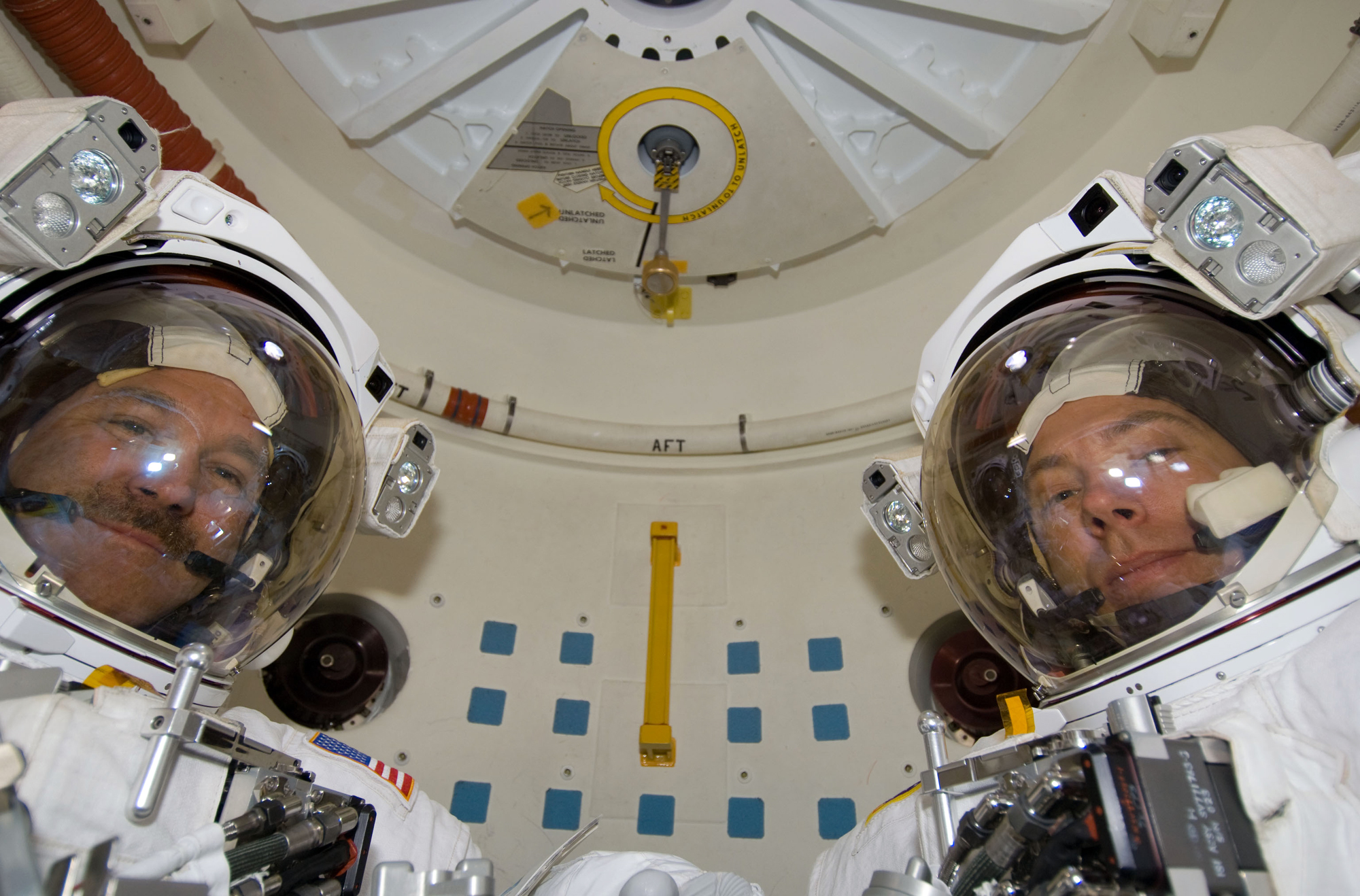
Grunsfeld und Feustel in der Druckschleuse

Entgegen allen Erwartungen verlief der dritte Ausstieg, der zweite des Duos Grunsfeld/Feustel, besser als ursprünglich angenommen. Nachdem sie ihren Ausstieg am sechsten Flugtag (16. Mai) um 13:35 UTC begonnen hatten, arbeiteten beide daran, COSTAR gegen den Cosmic Origins Spectograph auszutauschen. Diese Arbeiten verliefen ähnlich wie der Austausch der WFPC-2 gegen WFC-3 und konnten ohne Probleme durchgeführt werden. COS bestand den Initial- und den Funktionstest.

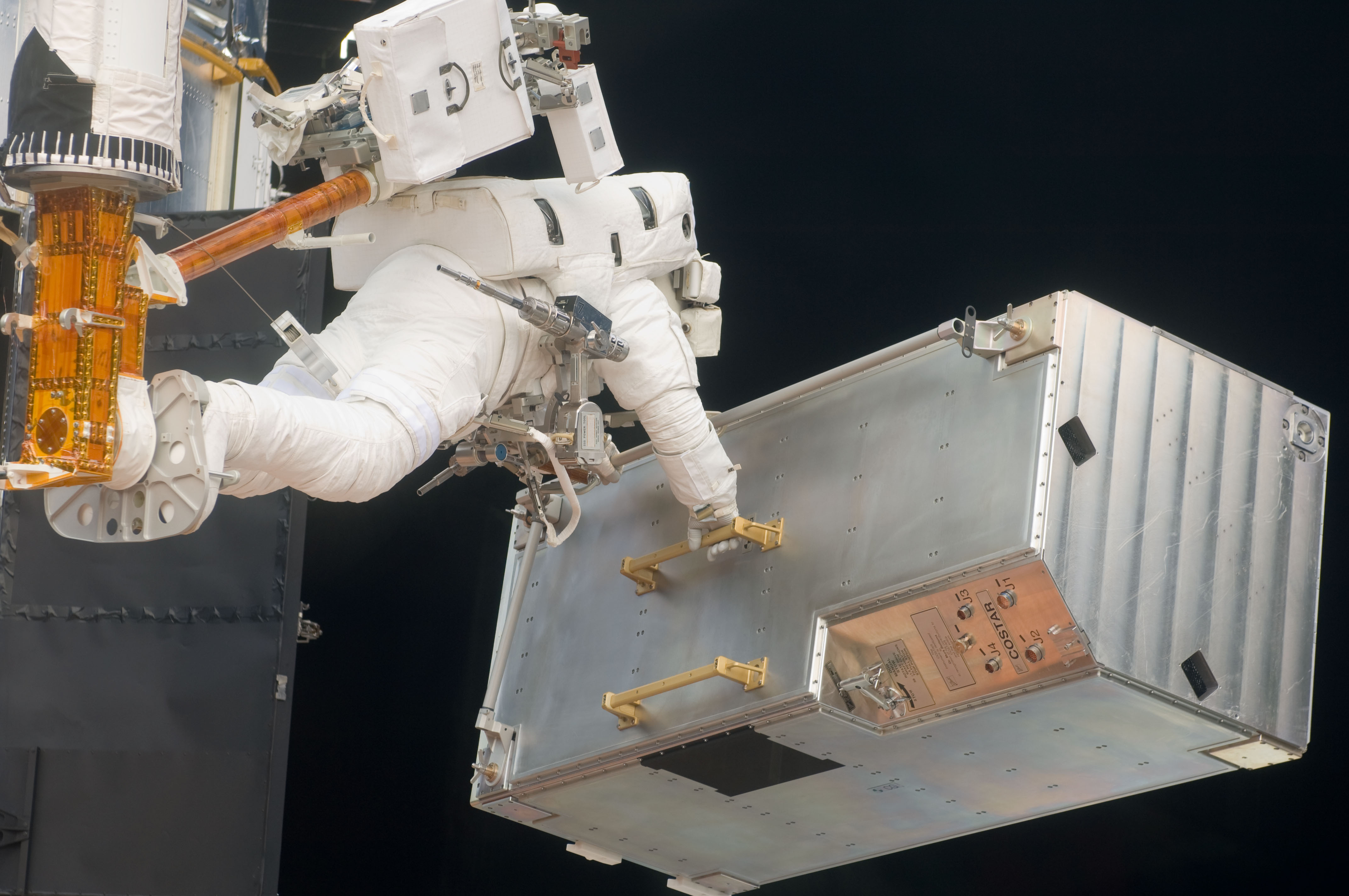
Feustel entfernt COSTAR.

Anschließend begannen die Astronauten mit den Arbeiten an der Advanced Camera for Surveys, die als erstes Instrument überhaupt während eines Außenbordeinsatzes repariert werden sollte. John Grunsfeld, der alle Arbeiten an ACS durchführte, musste dafür einen Teil der äußeren Verkleidung des Gerätes entfernen, was nur durch Herausschneiden möglich war. Er brachte ein Gerät am Gehäuse an, das ein Loch in die Verkleidung schnitt und die dabei entstandenen Restmaterialien einbehielt, sodass diese keine Gefahr mehr für die Raumfahrer darstellten. Anschließend brachte Grunsfeld ein Werkzeug an der Deckplatte der eigentlichen Arbeitsposition an. Dieses Werkzeug ermöglichte ihm die Entfernung von 32 Schrauben, die sonst nicht hätten eingefangen werden können. Grunsfeld nutzte danach ein spezielles Handwerkzeug und entfernte die vier Steckkarten des Elektroniksystems der Kamera. Diese Karten hatten im Januar 2007 einen Kurzschluss erlitten und waren seitdem funktionsuntüchtig. Beim Entfernen der Karten traten keine Schwierigkeiten auf, sodass Grunsfeld am Ende dieser Aufgabe eine Stunde vor dem Zeitplan lag. So wurde dem Duo die Erlaubnis erteilt, auch mit dem zweiten Teil der ACS-Arbeiten zu beginnen. Diese Arbeiten waren nicht für diesen Ausstieg vorgesehen und lagen auch in der gesamten Missionsplanung nach dem SIC&DH-Ausfall nur noch optional im Flugplan. So setzte Grunsfeld eine Box in den Steckplatz ein, die die gleichen Komponenten enthält, die auch auf den Karten waren. Er legte ebenfalls die Stromversorgung, die für die Nutzung der Box nötig ist. Sie schlossen anschließend die ACS-Arbeiten ab und begannen, den Arbeitsplatz zu verlassen. Die Advanced Camera for Surveys bestand bisher den Initialtest. Der durch die Zusatzarbeiten planmäßig von 6,5 auf 7,66 Stunden verlängerte Ausstieg endete bereits nach 6 Stunden und 36 Minuten um 20:11 UTC.
Obwohl ACS den Initialtest bestand, zeigte sich beim Funktionstest, dass der hochauflösende Kanal des Gerätes nicht reagierte. Man hatte bereits erwartet, dass dieser Kanal durch die Reparatur nicht reaktiviert würde, obgleich Hoffnungen darauf bestanden hatten. 

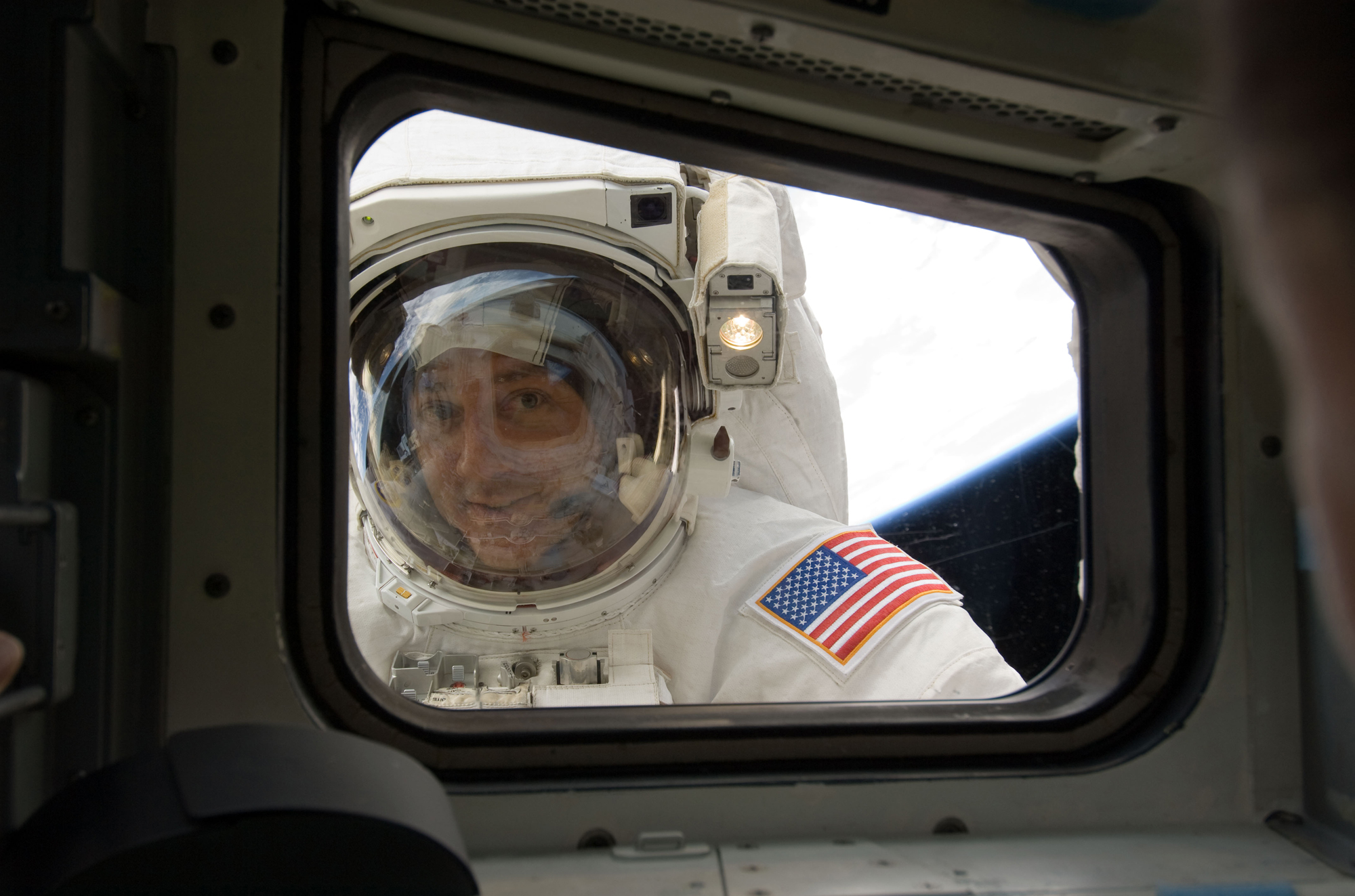
Michael Massimino während des vierten Ausstiegs.

Der Ausstieg vier der Mission begann am siebten Flugtag (17. Mai) um 13:45 UTC. Während ihres zweiten Ausstiegs sollte das Duo Massimino/Good den Space Telescope Imaging Spectograph (STIS) durch eine Reparatur reaktivieren. Sie mussten dafür einige Klemmen am Gehäuse sowie eine Halterung von der Deckplatte entfernen. Die Entfernung eines Bolzens der Haltestange war jedoch nicht möglich, sodass Massimino diese schließlich herausbrechen musste. Er installierte anschließend ein Werkzeug auf der Deckplatte, das die insgesamt 111 Schrauben aufnahm, die für den Zugang zum Geräteinneren entfernt werden mussten. Danach wurde auch bei STIS die Elektronikkarte entfernt und durch eine neue ersetzt. Wegen der stark fortgeschrittenen Zeit wurde die geplante Installation einer NOBL-Isolierungsmatte nicht mehr durchgeführt und der Ausstieg um 21:47 UTC beendet. Mit acht Stunden und zwei Minuten Dauer rangiert dieser Ausstieg auf dem sechsten Platz der Liste der längsten Außenbordeinsätze.
STIS bestand den Initialtest, schaltete sich jedoch während des Funktionstests in einen Sicherheitsmodus, da die Temperatur des Gerätes zu stark gefallen war. Ein erneuter Funktionstest sollte durchgeführt werden, sobald die Temperatur sich stabilisiert haben würde.
Nach dem Ende des Ausstiegs wurde Hubble um 180° gedreht, wodurch die bisher ungesehene Rückseite des Teleskops sichtbar wurde. Es zeigte sich, dass die Isolierung an der Stelle, die ursprünglich im vierten Ausstieg hätte erneuert werden sollen, stark beschädigt war. Es wurde entschieden, diese Aufgabe während des fünften Ausstiegs durchzuführen.

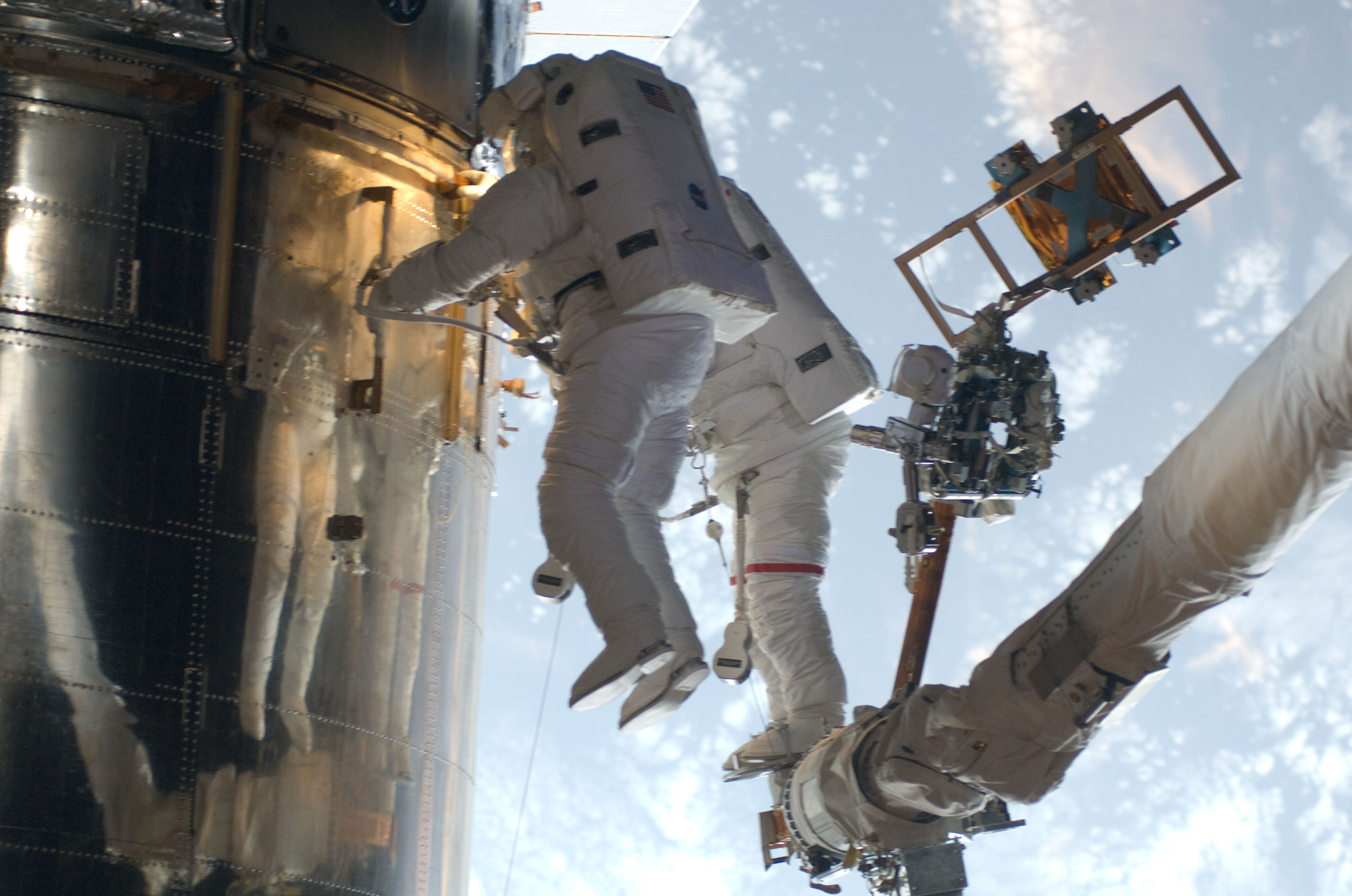
Grunsfeld und Feustel schließen letztmals Hubbles Türen.

Der letzte Ausstieg der Mission fand am achten Flugtag (18. Mai) statt. Grunsfeld und Feustel verließen um 12:20 UTC zum dritten Mal die Besatzungskabine und arbeiteten an der Auswechslung des zweiten Batteriemoduls. Die dafür benötigten Arbeiten deckten sich mit denen an ihrem Gegenstück und konnten ohne Probleme durchgeführt werden. Die Batterie bestand den Initialtest. Die Astronauten begannen anschließend, einen der drei Fine Guidance-Sensoren aus seiner Halterung zu entfernen, sodass ein neuer an seiner Position montiert werden konnte. Die Arbeiten waren vergleichbar mit dem Austausch der WFPC-2 und wurden problemlos abgeschlossen.
Da diese Aufgaben bereits nach weniger als drei Stunden beendet waren, wurde die Erlaubnis erteilt, die drei NOBLs zu installieren. Vor der Installation der neuen Isolierungen mussten jedoch zunächst jeweils die alten Matten entfernt werden. Dafür mussten die Rückhalterungen und Verschnürungen der Matten gelöst und zum Teil durchtrennt werden. Während dies bei der ersten der drei Matten problemlos funktionierte, machte die zweite mehr Schwierigkeiten. Nachdem diese Matte ersetzt worden war, konnte mit der dritten Matte fortgefahren werden. Anschließend konfigurierten Grunsfeld und Feustel den Roboterarm sowie die Nutzlastbucht für die Heimreise. Dabei kam es zu einem kleinen Unfall mit dem Teleskop: John Grunsfeld bereitete die Arbeitsbühne gerade auf das Zusammenklappen am nächsten Flugtag vor, als er versehentlich mit der Übertragungsantenne des Teleskops für niedrige Frequenzen zusammenstieß und diese beschädigte. Sie funktionierte danach zwar noch, jedoch entschloss man sich kurzfristig dazu, den Schaden sofort zu beheben. Grunsfeld und Feustel beendeten den letzten Ausstieg der Mission nach sieben Stunden und zwei Minuten um 19:22 UTC. Mit insgesamt 36 Stunden und 56 Minuten Außenbordeinsätzen während dieser Mission, der längsten Zeit während einer Einzelmission, endete das Hubble-Serviceprogramm nach 23 Ausstiegen mit einer Gesamtdauer von 166 Stunden und sechs Minuten. John Grunsfeld, der an insgesamt neun dieser Ausstiege teilgenommen hat, erreichte mit 58 Stunden und 30 Minuten den dritten Platz in der Liste der Raumfahrer mit der größten Außenborderfahrung. Es war zudem das letzte Mal, dass ein Ausstieg planmäßig über die Luftschleuse des Shuttles absolviert wurde.
Kurz nach Ende des Ausstiegs wurden die Übertragungsantennen für hohe Übertragungsraten wieder ausgeklappt. Weiterhin drehte man Hubble wieder in die Ausgangsposition zurück.

### Rückkehr

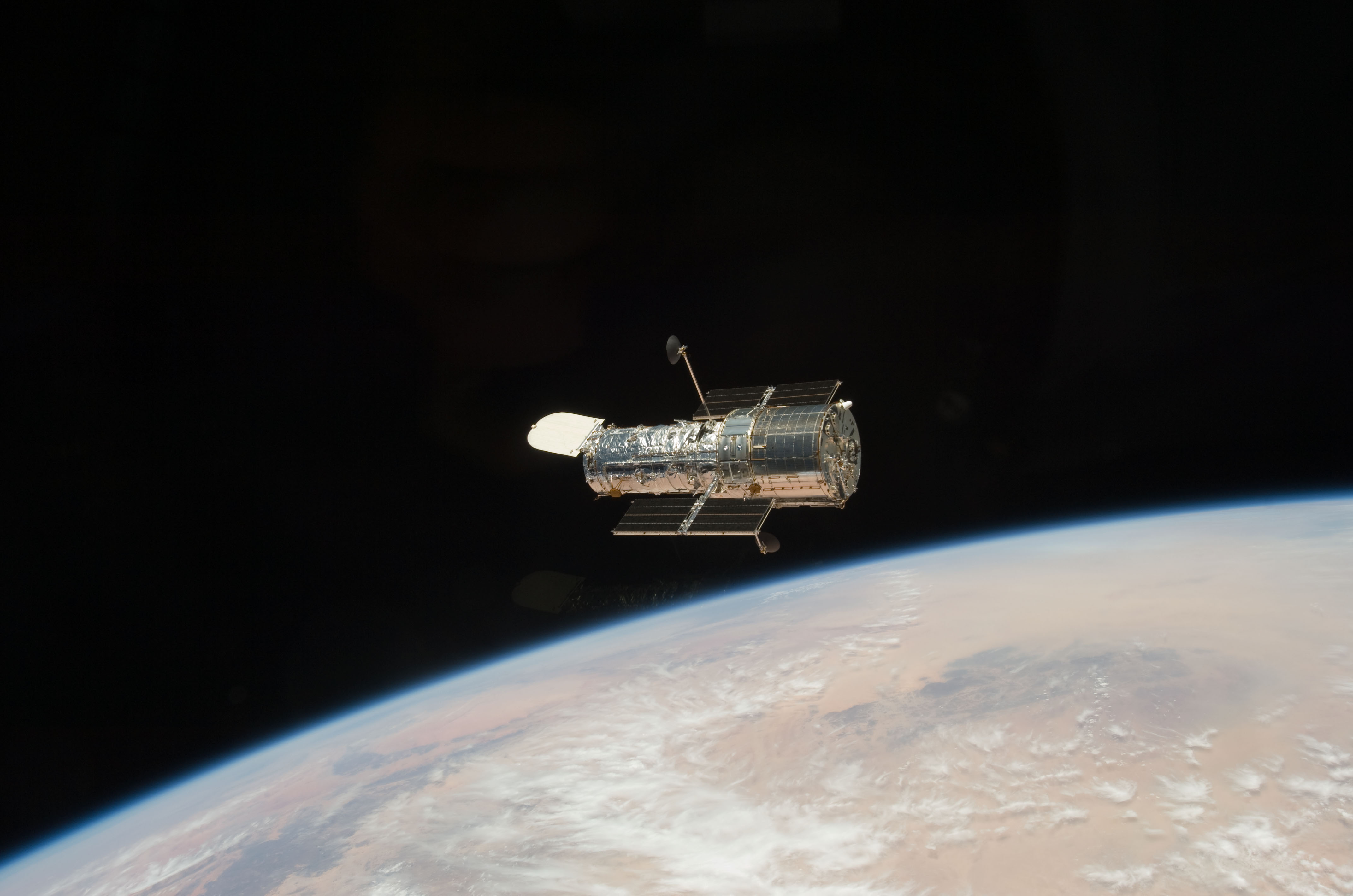
Hubble nach der Wartungsmission

An Flugtag neun (19. Mai) wurde Hubble vom Shuttle abgetrennt. Megan McArthur ergriff dazu Hubble mit dem Roboterarm, entfernte es von der Wartungsplattform und hob es aus der Nutzlastbucht hinaus. Nachdem das Schutzschott des Spiegels geöffnet worden war, wurde das Teleskop um 12:57 UTC losgelassen. Anschließend wurde die Atlantis langsam vom Teleskop wegbewegt, bis sie weit genug entfernt war, um ihr Triebwerk zu aktivieren und sich weiter zu entfernen. Die Besatzung begann danach mit der Spätinspektion des Hitzeschildes und dem Einklappen der Wartungsbühne als Vorbereitung für die Landung. Durch eine Triebwerkszündung wurde das Perigäum der Bahn auf 300 km abgesenkt, um so die Gefahr durch Mikrometeoriten und Weltraummüll zu verringern.
Der zehnte Flugtag (20. Mai) war den Besatzungsmitgliedern freigestellt. Sie gaben die traditionelle Pressekonferenz und hatten Gelegenheit, mit der Besatzung der Internationalen Raumstation zu sprechen. Zudem liefen erste Vorbereitungen für die Landung. Am elften Flugtag (21. Mai) wurden diese Aktivitäten fortgesetzt und die Flugkontrollsysteme für die Landung geprüft.

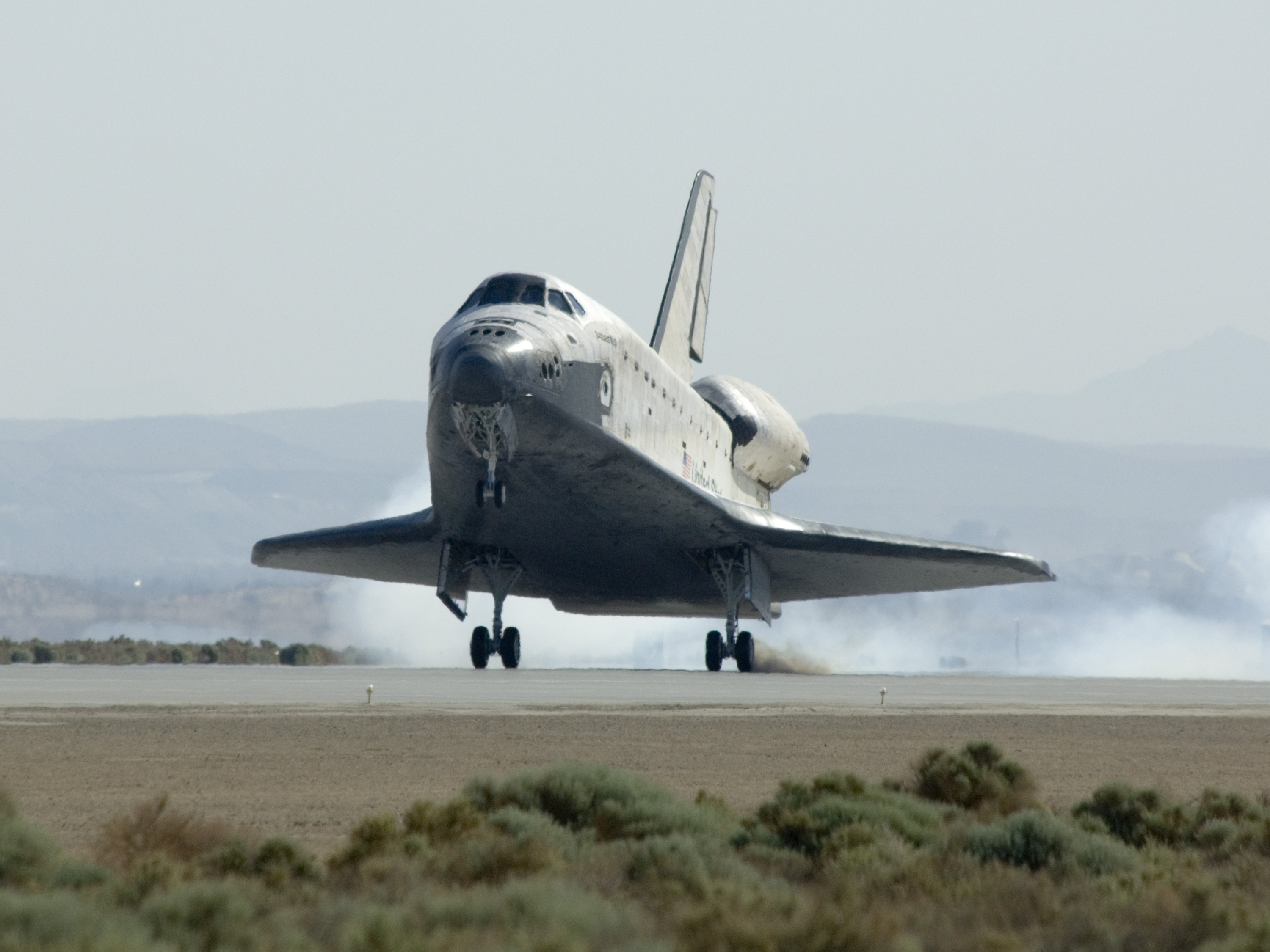
Die Atlantis landet.

Die Landung der Atlantis war für den zwölften Flugtag (22. Mai) am Kennedy Space Center vorgesehen, jedoch wurden die beiden Landemöglichkeiten aufgrund schlechten Wetters verworfen. Für Flugtag 13 (23. Mai) wurde auch die Edwards Air Force Base aktiviert. Insgesamt gab es sechs Landemöglichkeiten über drei Orbits (drei am KSC und drei auf der EAFB), die jedoch alle verworfen wurden.
Flugtag 14 (24. Mai) war der vorletzte geplante Missionstag, weshalb ohne Vorliegen technischer Hindernisse eine Landung erfolgen musste. Es wurde zunächst auf die erste Landungmöglichkeit am Kennedy Space Center hingearbeitet, die aber wegen des unsicheren Wetters verworfen wurde. Im nächsten Orbit entschied man sich 20 Minuten vor dem Deorbit-Burn wegen des weiterhin instabilen Wetters am KSC für die zweite Landemöglichkeit auf der Edwards AFB und zündete um 14:24 UTC die Triebwerke. 75 Minuten später setzte die Fähre auf Bahn 22 auf. Die Astronauten verließen etwa eine Stunde später die Raumfähre und begutachteten sie, bevor sie in ihr Quartier gebracht wurden.

### Überführung nach Florida
Nach der Landung wurde die Atlantis zum Mate-Demate-Device gezogen, wo sie in Vorbereitung auf die Montage auf dem Shuttle Carrier Aircraft angehoben wurde. Weiterhin wurde dort eine Triebwerksabdeckung installiert, um die aerodynamischen Verhältnisse zu verbessern. Am 1. Juni um 15:03 UTC startete das Flugzeug zum ersten Teilstück zum Biggs Army Airfield bei El Paso, wo der Verbund über Nacht blieb. Am nächsten Tag ging es um 12:41 UTC weiter. Es wurden weitere Tankstops auf der Lackland AFB in San Antonio und auf der Columbus AFB in Columbus eingelegt, bevor sie um 22:53 UTC auf der NASA Shuttle Landing Facility landeten. Die Atlantis wurde in den nächsten Tagen vom Flugzeug gelöst und in Vorbereitung auf ihre nächste Mission STS-129 in die Orbiter Processing Facility überführt.